# Nada se compara contigo
Nada se compara contigo es el título del décimo álbum de estudio grabado por el cantautor salvadoreño Álvaro Torres. Fue lanzado al mercado por la empresa discográfica EMI Latin el 19 de noviembre de 1991. El álbum fue producido de nueva cuenta por Enrique Elizondo, luego de producir los dos álbumes anteriores del artista Tres (1985) y Más romántico que nadie (1987), respectivamente. El álbum recibió una nominación en la Premio Lo Nuestro premio de Álbum pop del año en la 5°. entrega de Premios Lo Nuestro en el año 1993.

## Lista de canciones
- Todas las canciones escritas y compuestas por Álvaro Torres.

| Nada se compara contigo |                              |          |  |
| N.º                     | Título                       | Duración |  |
| 1.                      | «Nada se compara contigo»    | 4:48     |  |
| 2.                      | «Buenos amigos» (con Selena) | 4:46     |  |
| 3.                      | «He vivido esperando por ti» | 4:23     |  |
| 4.                      | «Te olvidaré»                | 4:29     |  |
| 5.                      | «A tu ritmo»                 | 3:29     |  |
| 6.                      | «Te dejo libre»              | 4:38     |  |
| 7.                      | «Ámame»                      | 3:23     |  |
| 8.                      | «Estoy enamorado de ti»      | 3:23     |  |
| 9.                      | «Me duele a morir»           | 4:51     |  |
| 10.                     | «Con todo mi amor»           | 3:44     |  |

## Sencillos
- 1991: «Nada se compara contigo» (con vídeoclip)
- 1992: «Buenos amigos» (con Selena) (con vídeoclip)
- 1992: «He vivido esperando por ti»
- 1992: «Te olvidaré»
- 1993: «Te dejo libre»
- 1993: «Estoy enamorado de ti»

## Posiciones en la lista de éxitos
| Lista (1992)                    | Máxima posición |
| ------------------------------- | --------------- |
| U.S. Billboard Latin Pop Albums | 2               |

- Datos: Q6957401